# Lutro Trojan
Lutro Trojan, właśc. Lukáš Lutro Trojan (ur. 17 grudnia 1983 w Prachaticach) – czeski aktor pornograficzny.

## Życiorys
Karierę w branży pornograficznej rozpoczął w 2006, w wieku 23 lat pod pseudonimem Koseph Valek lub Joseph Valek, kiedy został obsadzony w dwóch produkcjach biseksualnych wytwórni US Male Bareback Bi Sex Lovers. Wkrótce zmienił swój pseudonim na Lucky Lutro i wziął udział w gejowskich filmach Man’s Art: Sold Boy: The Martin Brawer Story (2007) i Piss And Sperm (2008).
Jako wykonawca heteroseksualny współpracował z wieloma firmami producenckimi, takimi jak Evil Angel, Video Marc Dorcel, Juicy Entertainment, 21sextury Network, Private czy Penthouse. Był też angażowany do scen filmów Rocco Siffrediego.
W filmie Rebecca Lord Productions/Exile Do Not Disturb (2015), uhonorowanym XBIZ Award i nominowanym do AVN Award w kategorii „Najlepsza realizacja zagraniczna”, wziął udział w scenie z Anissą Kate.
W debiutanckim filmie Mishy Cross Misha In Exile (2018) wystąpił w scenie z Mishą Cross i Erikiem Everhardem.
W noweli Porndoe Premium Christmas Swingers – A PornDoe Premium XXXmas (2016) pojawił się jako Święty Mikołaj. Wystąpił także w produkcji NubileFilms Sex Moves (2016) z Giną Gerson, a także DDF Xtreme Sex Party (2015) z Chloe Lacourt i Davidem Perrym oraz Can I Have Both of You Today (2018) z Liv Revamped i Mugurem.
W 2018 w Berlinie otrzymał XBIZ Europa Award w kategorii „Wykonawca roku”.
W 2020 prezentował swoje filmy w społecznościowej sieci OnlyFans, zdobywając dużą liczbę subskrybentów.

## Nagrody i nominacje
| Rok  | Nagroda           | Kategoria                                               | Film                                               | Inni wykonawcy | Rezultat  |
| ---- | ----------------- | ------------------------------------------------------- | -------------------------------------------------- | --- | --------- |
| 2018 | XBIZ Europa Award | Najlepsza scena seksu – glamcore                        | Glamkore: Gina Gerson (2018)                       | Gina Gerson i Kai Taylor                                                                                          | Nominacja |
| 2018 | XBIZ Europa Award | Najlepsza scena seksu – glamcore                        | Malice Before Daylight (2018)                      | Rebecca More | Nominacja |
| 2018 | XBIZ Europa Award | Najlepsza scena seksu – glamcore                        | Beautiful Memory (2018)                            | Vanessa Decker | Nominacja |
| 2018 | XBIZ Europa Award | Wykonawca roku                                          | –                                                  | – | Wygrana   |
| 2019 | AVN Award         | Wykonawca zagraniczny roku                              | –                                                  | – | Nominacja |
| 2019 | AVN Award         | Najlepsza scena seksu analnego w zagranicznej produkcji | Misha in Exile (2018)                              | Misha Cross i Erik Everhard                                                                                       | Nominacja |
| 2019 | XBIZ Award        | Wykonawca zagraniczny roku                              | –                                                  | – | Nominacja |
| 2019 | Xbiz Europa Award | Wykonawca roku                                          | –                                                  | – | Nominacja |
| 2019 | Xbiz Europa Award | Najlepsza scena w filmie pełnometrażowym                | Rocco’s Time Master: „Sex Witches” (2018)          | Tiffany Tatum | Wygrana   |
| 2019 | Xbiz Europa Award | Najlepsza scena seksu efektowna                         | Educating Clea (2018)                              | Clea Gaultier, Charlie Dean i Renato                                                                              | Nominacja |
| 2019 | Xbiz Europa Award | Najlepsza scena seksu w produkcji gonzo                 | Dames of DP! (2018)                                | Angel Emily, Mike Angelo i Charlie Dean                                                                           | Nominacja |
| 2019 | Xbiz Europa Award | Najlepsza scena seksu w produkcji gonzo                 | Outdoor DP Experience (2018)                       | Candy Alexa i Charlie Dean                                                                                        | Nominacja |
| 2020 | XBIZ Award        | Wykonawca zagraniczny roku                              | –                                                  | – | Nominacja |
| 2020 | AVN Award         | Wykonawca zagraniczny roku                              | –                                                  | – | Nominacja |
| 2020 | AVN Award         | Najlepsza zagraniczna scena seksu grupowego             | Rocco Siffredi Hard Academy 5 ... Goes Live (2019) | Joanna Bujoli, Silvia Dellai, Blue Angy, Eveline Dellai, Eros, John Price, Montana, Ivan Falco, Ste Axe i Adriano | Nominacja |
| 2020 | AVN Award         | Najlepsza zagraniczna scena seksu grupowego             | Bacchanalia (2019)                                 | Misha Cross, Gerson Denny i Erik Everhard                                                                         | Nominacja |
| 2020 | XBIZ Europa Award | Najlepsza scena seksu gonzo                             | Bacchanalia (2019)                                 | Misha Cross, Gerson Denny i Erik Everhard                                                                         | Nominacja |
| 2020 | XBIZ Europa Award | Wykonawca roku                                          | –                                                  | – | Nominacja |